# Servet Kocakaya
Servet Kocakaya (* 19. Mai 1973 in Bingöl) ist ein türkisch-zazaischer Sänger.

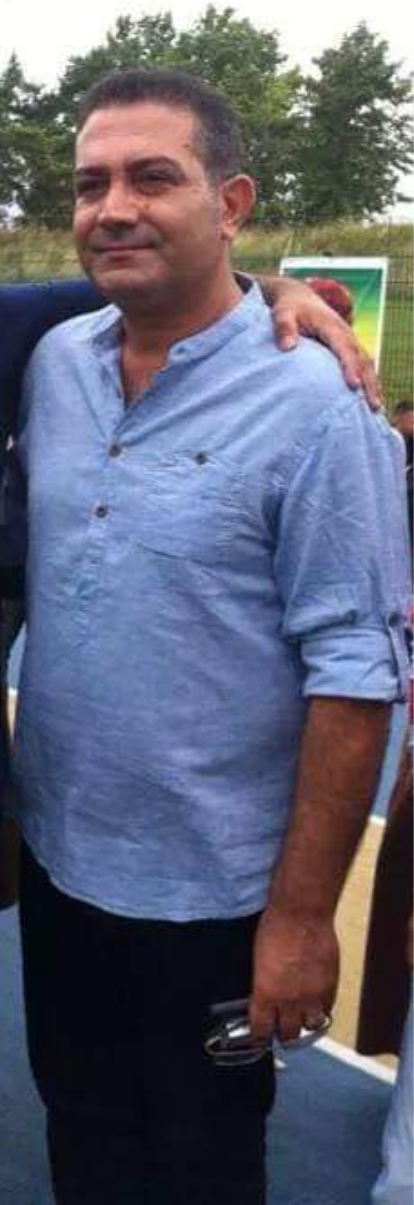
Servet Kocakaya (2015)

## Leben
Die Familie seines Vaters stammt aus Cizre. Kocakaya selbst wurde in Bingöl geboren. Seine Familie zog zwangsweise aus Bingöl über die Çukurova und Hatay schließlich nach Mersin, wo er bis zum Gymnasium die Schule besuchte. Nach der Schule studierte er an der Hacettepe-Universität in Ankara Ingenieurswesen.

## Karriere
In Ankara begann er sich auch professionell mit Musik auseinanderzusetzen. Servet Kocakaya war sehr an der westlichen Musik und Gruppen wie Pink Floyd interessiert. In seinem ersten Album Keke vermischte er diesen Stil mit der traditionellen Bardenmusik Anatoliens. Beeinflusst wurde er von Künstlern wie Neşet Ertaş, Aşık Veysel, Mahzuni Şerif, Fatih Erkoç, Kayahan und Zülfü Livaneli. Der Großteil seiner Musik ist auf Türkisch. Sein letztes Album Pencere enthielt dagegen auch zwei kurdische Lieder. Trotzdem benutzte er auch kurdische Titel für seine Lieder wie bei Keke und Ki Zava?. Die Lieder auf seinen Alben sind ausschließlich seine eigenen Werke.

## Diskografie

### Alben
- 1999: Keke (dt.: Großer Bruder)
- 2001: Ki Zava (dt.: Wer ist der Bräutigam?)
- 2002: Duvar Şarkıları (dt.: Mauersongs)
- 2005: Pencere (dt.: Fenster)
- 2011: İki Dil Bir Heves (dt.: Zwei Sprachen, eine „Neigung“)

### EPs
- 2021: Bonjour Gözüm
- 2021: Hayat Dediğin

### Singles (Auswahl)
- 1999: Keke
- 1999: Güleyşa
- 2002: Piro
- 2002: Vay Deli Gönül
- 2005: Şilele
- 2005: Zindan
- 2005: Doğumgünümde
- 2011: Gewrê